# Rhipidoglossum pulchellum
Rhipidoglossum pulchellum är en orkidéart som först beskrevs av Victor Samuel Summerhayes, och fick sitt nu gällande namn av Leslie Andrew Garay. Rhipidoglossum pulchellum ingår i släktet Rhipidoglossum och familjen orkidéer.

## Underarter
Arten delas in i följande underarter:
- R. p. geniculatum
- R. p. pulchellum